# Cerithiopsis aurea
Cerithiopsis aurea är en snäckart som beskrevs av Bartsch 1911. Cerithiopsis aurea ingår i släktet Cerithiopsis och familjen Cerithiopsidae. Inga underarter finns listade i Catalogue of Life.